# Westliches Slowenien
Westliches Slowenien (slowenisch: Zahodna Slovenija) ist – ebenso wie Ostslowenien – eine der beiden NUTS-2-Regionen Sloweniens. Die Region bildet den westlichen Teil des Landes und umfasst die Hauptstadt Ljubljana sowie die Städte Koper, Kranj und Nova Gorica. Die Einwohnerzahl lag im Jahr 2020 bei 985.849 Personen auf einer Fläche von 8.061 km².
Sie bildet eine sogenannte Kohäsionsregion (Kohezijske regije), ohne Verwaltungsbefugnisse. Ihre Hauptaufgabe ist die Koordinierung regionaler Entwicklungsprojekte und die Verwaltung von EU-Mitteln.

## Geografie
Westslowenien (SI02) umfasst die folgenden statistischen Regionen:
| NUTS 3 | Slowenischer Name | Deutscher Name          |
| ------ | ----------------- | ----------------------- |
| SI041  | Osrednjeslovenska | Zentralslowenien        |
| SI042  | Gorenjska         | Oberkrain               |
| SI043  | Goriška           | Gorica-Gebiet           |
| SI044  | Obalno-kraška     | Küsten- und Karstgebiet |

## Wirtschaft
Die in Westslowenien gelegenen Regionen gehören zu den am stärksten entwickelten und sind vorwiegend dienstleistungsorientiert, während der Ostteil schwächer entwickelt, dünner besiedelt und in höherem Maße auf Agrar- und Industrietätigkeiten ausgerichtet ist.
Im Januar 2023 lag die registrierte Arbeitslosenquote in Slowenien bei 5,6 %, das heißt um 1,3 % niedriger als im Januar 2022. Die niedrigste Quote der registrierten Arbeitslosigkeit verzeichneten die Regionen Oberkrain (Gorenjska) (4,2 %) und Görtz (Goriška) (4,5 %). Es folgen das Küstenland-Innerkrain (Primorsko-notranjska) (4,2 %) und Zentralslowenien (Osrednjeslovenska) (4,9 %). Eine über dem Landesdurchschnitt liegende Quote wiesen dagegen folgende Regionen auf: Küsten- und Karstgebiet (Obalno-kraška) (5,7 %), Südostslowenien (Jugovzhodna Slovenija) (5,8 %), Obere Save-Gegend (Zasavska) (5,9 %), Unterkärnten (Koroška) (5,9 %), Sann-Gegend (Savinjska) (6,4 %), Draugegend (Podravska) (6,6 %), Untere Save-Gegend (Posavska) (7,0 %) und Murgebiet (Pomurska) (8,4 %).
Im Jahr 2018 lag das regionale Bruttoinlandsprodukt je Einwohner, ausgedrückt in Kaufkraftstandards, bei 88 % des Durchschnitts der EU-27.